# Tà Lu
Tà Lu is een xã in het district Đông Giang, een van de districten in de Vietnamese provincie Quảng Nam.
Tà Lu heeft ruim 800 inwoners op een oppervlakte van 79,15 km².